# Paraíso, Macuspana
Paraíso är en ort i Mexiko.   Den ligger i kommunen Macuspana och delstaten Tabasco, i den sydöstra delen av landet, 700 km öster om huvudstaden Mexico City. Paraíso ligger 5 meter över havet och antalet invånare är 289.
Terrängen runt Paraíso är platt. Runt Paraíso är det ganska tätbefolkat, med 65 invånare per kvadratkilometer. Närmaste större samhälle är Macuspana, 13,1 km sydost om Paraíso. Trakten runt Paraíso består till största delen av jordbruksmark.